# خونیک زیرک
خونیک زیرک روستایی است در دهستان کاهشنگ از توابع بخش مرکزی شهرستان بیرجند، واقع در استان خراسان جنوبی که بر پایه سرشماری عمومی نفوس و مسکن در سال ۱۳۸۵ جمعیت آن ۵۵ نفر (در ۲۶ خانوار) و در سال ۱۳۹۵ جمعیت آن ۸۸ نفر (در ۳۲ خانوار)بوده‌ است.